# Plectris difformis
Plectris difformis är en skalbaggsart som beskrevs av Frey 1973. Plectris difformis ingår i släktet Plectris och familjen Melolonthidae. Inga underarter finns listade i Catalogue of Life.